# 語りべ少女ほのか
『語りべ少女ほのか』（かたりべしょうじょほのか）は、企画・岩手県遠野市、制作・石川プロによる日本のWebアニメ。
2015年にYouTube・ニコニコ動画・遠野市立博物館にて公開された。
語りべとして昔話を語り継ぐ少女・大洞穂乃花を中心にして、遠野市の魅力を紹介する内容となっている。

## スタッフ
※出典
- 監督・作画：石川プロ
- 脚本：山岡英二
- 美術・作画協力：大木奈翁
- キャラクターデザイン
  - 人物・座敷童：石川プロ
  - 河童・天狗：須田正己
- 音楽：紅松弥知
- 音響監督：森田洋介
- 音響効果：蔭山満（フィズサウンドクリエイション）
- 音響制作：ザック・プロモーション
- 音響制作担当：八木沼智彦
- 録音調整：荒川通哉、藤原淳平
- 録音助手：大野誠
- 録音スタジオ：プロセンスタジオ
- キャスティング：池田克明（青二プロダクション）
- プロデューサー：藏田幸三、藤田勝己、山岡英二
- 監修：遠野市遠野文化研究センター
- 方言指導：前川さおり
- コーディネート：清水郁郎
- 協力：一般社団法人　COOL 中野推進協議会
- 著作・製作：岩手県遠野市／遠野市ほのかプロジェクト

## 楽曲
エンディングテーマ『透明カタルシス』
作詞・作曲 - 遠藤要

## 登場人物
※出典
大洞穂乃花
声 - 桑島法子
本作の主人公。
安倍春菜
声 - 斉藤佑圭
南部優馬
声 - 佐藤朱
座敷童の若
声 - 伊谷亜子
お秀ばあさん
声 - 斉藤佑圭
太郎河童
声 - 伊谷亜子
天狗の清六
声 - 半田裕典